# ムーブマン
株式会社ムーブマンは、東京都渋谷区代々木に本拠地を置くテレビ制作会社・芸能事務所。日本声優事業社協議会会員。声優・ナレーターのマネジメントを行っている。1977年に設立。初代社長は原保美、社名は中川一政が名付けた。

## 所属ナレーター・声優・タレント
2022年10月時点。

### 男性
| あ行 - 明峰柚月 - 今村一誌洋 か行 - 金馬貴之 - 幸良和樹 | さ行 - 櫻井健太郎 - 清水こうき - 杉山シンヤ た行 - 平修 - 田原アルノ - 冨沢竜也 | な行 - 中野裕斗 は行 - 羽佐間道夫（設立者） - 平居正行 - 藤田正純 ま行 - 皆川壱毅 - 森内智哉 |

### 女性
| あ行 - 秋野かほり - 安達忍 - 天音果歩 - 有村宮澄 - 大参もりえ - 乙坂みどり か行 - 勝田真季 - 川内一子 - 木月愛梨 - 小松ゆうり | さ行 - 汐風有華 - 新宅ゆめ た行 - 土井美加 | は行 - 福宮あやの - 藤川マサミ ま行 - 水島よう子 - 水瀬郁 - 水野里美 - 峰かずこ - 宮澤はるな - 三好りえ や行 - 八坂真稀 - 山本かよこ |

### 業務提携
| 男性 - 朝日一道 - 清水峰夫 - 中村修三 - 松田辰也 - 山田誠浩 | 女性 - 五阿弥ルナ - 奈菜 - 羽倉りえ - 柳瀬えりこ |

## かつて所属していた主なナレーター・声優・タレント

### 男性
- 相川浩（在籍中に死去）
- 天野翔太
- 落合登宇聖（フリー）
- かつまゆう
- 叶修典
- キマタン
- 木村武文
- 輝山立（現所属：GFA）
- 笹倉豊
- 実川学
- 清水祐太朗
- 瀬戸川太一
- 染谷俊之（現所属：GFA）
- 高橋はぢめ
- 近石真介（在籍中に死去）[3]
- 茶谷英司朗（現所属:茶谷堂代表）
- 虎島貴明（現所属：ステイラック）
- T.ラック
- 中田俊輔（現所属：プロダクション・エース）
- 中西龍（在籍中に死去）
- 原口大平（現所属：東京俳優生活協同組合）
- 土方辰夫（現所属：三木プロダクション）
- 文山勝友（フリー）
- 松並俊介（現所属：アトリエうみ）
- 水島裕[4]（現所属：81プロデュース）

### 女性
- 安芸けい子（現所属：アル・シェア）
- 鴨ノ宮ゆう（業務提携）
- 川西ゆうこ（フリー）
- 幸田直子（現所属：クレイジーボックス）
- 小山みか（現所属：プランダス）
- こんのゆり
- 神路めぐみ（現所属：ヴイ・フォーク）
- すずきももこ
- たなか久美（フリー）
- 羽生未来（在籍中に死去）
- 村山香月（フリー）
- 山本琴乃（活動休止）
- 遊魚静
- 由野ロビン（現所属：ケンユウオフィス）

## 主な制作番組
- 『ズームイン!!朝!』朝の詩（日本テレビ系）
- 『ズームイン!!サタデー』（日本テレビ系）
- 『スーパーテレビ情報最前線』（日本テレビ系）
- 『いま青春』（フジテレビ系）
- 『鶴の詩』（テレビ東京系）
- 『けんたろうとミクのワイワイキッズ』（キッズステーション）
- 『モンすたージオ』（キッズステーション）
- 『ハッピー!クラッピー』ハッピー!ソング（キッズステーション）
- 『しゅごキャラパーティー!』実写パート（テレビ東京系）